# Ship Creek (Cook Inlet)
Der Ship Creek (englisch: ship für „Schiff“, creek für „kleinerer Fluss“) ist ein 50 km langer Zufluss des Cook Inlet im US-Bundesstaat Alaska.

## Flusslauf
Der Ship Creek entspringt in den Chugach Mountains, 22 km südöstlich vom Stadtzentrum von Anchorage, auf einer Höhe von etwa 1190 m. Er fließt anfangs einen knappen Kilometer nach Osten zum 831 m hoch gelegenen Ship Lake. Anschließend fließt er ein kurzes Stück nach Nordosten, und anschließend nach Norden. Bei Flusskilometer 37,5 trifft der North Fork Ship Creek rechtsseitig auf den Ship Creek. Ab Flusskilometer 27,5 wendet sich der Fluss allmählich nach Westen. 15 Kilometer oberhalb der Mündung kreuzt der Glenn Highway (Alaska Route 1) den Flusslauf. Anschließend durchquert der Ship Creek den Norden von Anchorage in westlicher Richtung. Am rechten Flussufer befinden sich die Militäreinrichtungen von Fort Richardson und der Elmendorf Air Force Base. 5 km oberhalb der Mündung befindet sich am rechten Flussufer das Gebäude der Fischzuchtanlage William Jack Hernandez Fish Hatchery. Der Ship Creek mündet schließlich in den Knik Arm, eine Bucht des Cook Inlet.

## Hydrologie
Der mittlere Abfluss (MQ) des Ship Creek 19,5 km oberhalb der Mündung beträgt 4,2 m³/s. Der Fluss führt gewöhnlich im Juni die größten Wassermengen. Der mittlere monatliche Abfluss im Juni liegt bei 12,8 m³/s.

## Einzugsgebiet
Der Ship Creek entwässert ein Areal von etwa 320 km². Das Einzugsgebiet grenzt im Südwesten an das des Campbell Creek und des Chester Creek, im Norden und im Nordosten an das des Eagle River sowie im Südosten und im Süden an die Einzugsgebiete von Bird Creek und Indian Creek, zwei kleine Flüsse, die in den Turnagain Arm münden.

## North Fork Ship Creek
Der North Fork Ship Creek ist ein etwa 17,5 km langer rechter Nebenfluss des Ship Creek. Er hat seinen Ursprung in einem etwa 1180 m hoch gelegenen Bergsee, nordwestlich vom Moraine Pass. Er fließt anfangs nach Westen. Die letzten 9,5 km fließt der North Fork Ship Creek nach Nordwesten. Er trifft schließlich auf einer Höhe von 482 m auf den Oberlauf des Ship Creek.